# Twins (музичка група)
Твинс (Twins; у преводу Близанци) је поп група формирана 1993. године у Швајцарској. Чланови групе су Небојша и Мануела Кострешевић, брат и сестра, српског порекла. Њихови родитељи су емигрирали у Швајцарску из Челинца код Бањалуке.

## Дискографија

### Албуми
- Странац (1993)
- Да ли то види Бог (1995)
- Палим се на сузе (1997)
- Етноманиак (1999)
- TwinSologY (1999)
- Рањени лав (2000)
- Адам или Ева (2001)
- Mixomania (2002)
- Twinsomnia (2003)

### Дуети
- Плави слон (1999) са Ером Ојданићем
- Стара багра (2006) са Еном (Јелена Радуловић из прве поставе Трик Ефикса)
- Контрабас (2015) са Ди-џеј Мата
- Плави слон 2 (2020) са Ером Ојданићем
- Мона Лиза (2021) са Мином Костић
- Бомба и нирвана (2021) са Мином Костић
- Амазон (2023) са Зораном Павић